# Natação no Campeonato Mundial de Esportes Aquáticos de 2022 - 200 m medley feminino
A prova dos 200 metros medley feminino da natação no Campeonato Mundial de Esportes Aquáticos de 2022 ocorreu nos dias 18 e 19 de junho, em Budapeste, na Hungria.

## Recordes
Antes desta competição, os recordes mundiais e do campeonato nesta prova eram os seguintes:
| Tipo                  | Atleta         | Tempo     | Local | Data                |
| --------------------- | -------------- | --------- | ----- | ------------------- |
|                       | Katinka Hosszú | 2m 06s 12 | Cazã  | 3 de agosto de 2015 |
| Recorde do campeonato | Katinka Hosszú | 2m 06s 12 | Cazã  | 3 de agosto de 2015 |

## Medalhistas
| Ouro                  | Prata                | Bronze           |
| Alexandra Walsh (USA) | Kaylee McKeown (AUS) | Leah Hayes (USA) |

## Cronograma
Todos os horários são locais (UTC+2). 
| Data        | Hora  | Evento        |
| ----------- | ----- | ------------- |
| 18 de junho | 09:00 | Eliminatórias |
| 18 de junho | 19:04 | Semifinal     |
| 19 de junho | 19:27 | Final         |

## Resultados

### Eliminatórias
Esses foram os resultados das eliminatórias. A prova foi realizada no dia 18 de junho com início às 09:00.
| Pos. | Bateria | Raia | Nadadora               | Nacionalidade        | Tempo   | Notas            |
| ---- | ------- | ---- | ---------------------- | -------------------- | ------- | ---------------- |
| 1    | 4       | 4    | Alexandra Walsh        | Estados Unidos       | 2:09.41 | Q                |
| 2    | 2       | 3    | Leah Hayes             | Estados Unidos       | 2:09.81 | Q                |
| 3    | 3       | 3    | Anastasia Gorbenko     | Israel               | 2:10.23 | Q                |
| 4    | 4       | 2    | Mary-Sophie Harvey     | Canadá               | 2:10.38 | Q                |
| 5    | 2       | 7    | Marrit Steenbergen     | Países Baixos        | 2:10.60 | Q                |
| 6    | 4       | 5    | Abbie Wood             | Reino Unido          | 2:10.89 | Q                |
| 7    | 3       | 4    | Kaylee McKeown         | Austrália            | 2:11.17 | Q                |
| 8    | 4       | 3    | Rika Omoto             | Japão                | 2:11.28 | Q                |
| 9    | 3       | 6    | Kim Seo-yeong          | Coreia do Sul        | 2:11.29 | Q                |
| 10   | 3       | 5    | Sydney Pickrem         | Canadá               | 2:11.60 | Q                |
| 11   | 2       | 5    | Katinka Hosszú         | Hungria              | 2:11.77 | Q                |
| 12   | 2       | 4    | Yui Ohashi             | Japão                | 2:12.22 | Q                |
| 13   | 4       | 6    | Maria Ugolkova         | Suíça                | 2:12.27 | Q                |
| 14   | 4       | 8    | Ge Chutong             | China                | 2:12.98 | Q                |
| 15   | 3       | 2    | Dalma Sebestyén        | Hungria              | 2:13.13 | Q                |
| 16   | 2       | 2    | Ella Ramsay            | Austrália            | 2:13.20 | Q                |
| 17   | 3       | 1    | Lea Polonsky           | Israel               | 2:13.26 |                  |
| 18   | 2       | 6    | Cyrielle Duhamel       | França               | 2:13.39 |                  |
| 19   | 2       | 0    | Stephanie Balduccini   | Brasil               | 2:14.61 |                  |
| 20   | 3       | 7    | Kristýna Horská        | Chéquia              | 2:15.04 |                  |
| 21   | 3       | 8    | Lena Kreundl           | Áustria              | 2:15.31 |                  |
| 22   | 4       | 7    | Helena Gasson          | Nova Zelândia        | 2:15.95 |                  |
| 23   | 4       | 0    | Letitia Sim            | Singapura            | 2:16.30 |                  |
| 24   | 2       | 8    | Chloe Cheng            | Hong Kong            | 2:16.32 |                  |
| 25   | 1       | 5    | Ieva Maļuka            | Letônia              | 2:16.94 | Recorde nacional |
| 26   | 3       | 9    | Nikoleta Trniková      | Eslováquia           | 2:17.36 |                  |
| 27   | 3       | 0    | Florencia Perotti      | Argentina            | 2:17.71 |                  |
| 28   | 2       | 9    | Nicole Frank           | Uruguai              | 2:17.78 |                  |
| 29   | 2       | 1    | Kristen Romano         | Porto Rico           | 2:18.89 |                  |
| 30   | 4       | 1    | Diana Petkova          | Bulgária             | 2:19.40 |                  |
| 31   | 1       | 4    | Melissa Rodríguez      | México               | 2:19.55 |                  |
| 32   | 4       | 9    | Jinjutha Pholjamjumrus | Tailândia            | 2:20.38 |                  |
| 33   | 1       | 3    | Alondra Ortiz          | Costa Rica           | 2:23.22 |                  |
| 34   | 1       | 8    | Simone Kabbara         | Líbano               | 2:25.39 |                  |
| 35   | 1       | 6    | Elizabeth Jiménez      | República Dominicana | 2:26.64 |                  |
| 36   | 1       | 2    | Zaylie Thompson        | Bahamas              | 2:30.15 |                  |
| 37   | 1       | 1    | Hayley Wong            | Brunei               | 2:37.55 |                  |
| 38   | 1       | 7    | Zaira Forson           | Gana                 | 2:41.45 |                  |

### Semifinal
Esses foram os resultados das semifinais. A prova foi realizada no dia 18 de junho com início às 19:04.
| Pos. | Bateria | Raia | Nadadora           | Nacionalidade  | Tempo   | Notas |
| ---- | ------- | ---- | ------------------ | -------------- | ------- | ----- |
| 1    | 2       | 4    | Alexandra Walsh    | Estados Unidos | 2:08.74 | Q     |
| 2    | 1       | 4    | Leah Hayes         | Estados Unidos | 2:09.82 | Q     |
| 3    | 2       | 6    | Kaylee McKeown     | Austrália      | 2:10.17 | Q     |
| 4    | 1       | 5    | Mary-Sophie Harvey | Canadá         | 2:10.22 | Q     |
| 5    | 2       | 2    | Kim Seo-yeong      | Coreia do Sul  | 2:10.47 | Q     |
| 6    | 2       | 5    | Anastasia Gorbenko | Israel         | 2:10.54 | Q     |
| 7    | 1       | 6    | Rika Omoto         | Japão          | 2:10.65 | Q     |
| 8    | 2       | 7    | Katinka Hosszú     | Hungria        | 2:10.72 | Q     |
| 9    | 2       | 1    | Maria Ugolkova     | Suíça          | 2:11.06 |       |
| 10   | 2       | 3    | Marrit Steenbergen | Países Baixos  | 2:11.20 |       |
| 11   | 1       | 2    | Sydney Pickrem     | Canadá         | 2:11.28 |       |
| 12   | 1       | 3    | Abbie Wood         | Reino Unido    | 2:11.31 |       |
| 13   | 1       | 7    | Yui Ohashi         | Japão          | 2:12.05 |       |
| 14   | 2       | 8    | Dalma Sebestyén    | Hungria        | 2:13.09 |       |
| 15   | 1       | 8    | Ella Ramsay        | Austrália      | 2:13.10 |       |
| 16   | 1       | 1    | Ge Chutong         | China          | 2:14.06 |       |

### Final
A final foi realizada em 19 de junho às 19:27.
| Pos.              | Raia | Nadadora           | Nacionalidade  | Tempo   | Notas |
| ----------------- | ---- | ------------------ | -------------- | ------- | ----- |
| Medalha de ouro   | 4    | Alexandra Walsh    | Estados Unidos | 2:07.13 |       |
| Medalha de prata  | 3    | Kaylee McKeown     | Austrália      | 2:08.57 |       |
| Medalha de bronze | 5    | Leah Hayes         | Estados Unidos | 2:08.91 |       |
| 4                 | 1    | Rika Omoto         | Japão          | 2:10.01 |       |
| 5                 | 7    | Anastasia Gorbenko | Israel         | 2:11.02 |       |
| 6                 | 2    | Kim Seo-yeong      | Coreia do Sul  | 2:11.30 |       |
| 7                 | 8    | Katinka Hosszú     | Hungria        | 2:11.37 |       |
| 8                 | 6    | Mary-Sophie Harvey | Canadá         | 2:12.77 |       |

Legenda
| Recorde mundial       | Recorde mundial (World record)               |                       | Recorde africano                      | Recorde africano (African) |                                           | Q | Classificado por posição (Qualified) |
| Recorde do campeonato | Recorde do campeonato (Championship record)  | Recorde da América    | Recorde da América (Americas)         | q                          | Classificado por melhor tempo (Qualified) |   |                                      |
| Melhor marca do ano   | Melhor marca do ano (World leading)          | Recorde asiático      | Recorde asiático (Asian)              | DNS                        | Não largou (Did not start)                |   |                                      |
| Recorde nacional      | Recorde nacional (National record)           | Recorde europeu       | Recorde europeu (European)            | DNF                        | Não terminou (Did not finish)             |   |                                      |
| Recorde pessoal       | Recorde pessoal do atleta (Personal best)    | Recorde da Oceania    | Recorde da Oceania (Oceania)          | DSQ / DQ                   | Desclassificado (Disqualified)            |   |                                      |
| Recorde da temporada  | Recorde da temporada do atleta (Season best) | Recorde sul-americano | Recorde sul-americano (South America) | NM                         | Sem marca (No mark)                       |   |                                      |